# Clémensat
Clémensat is een gemeente in het Franse departement Puy-de-Dôme (regio Auvergne-Rhône-Alpes) en telt 105 inwoners (2009). De plaats maakt deel uit van het arrondissement Issoire.

## Geografie
De oppervlakte van Clémensat bedraagt 3,3 km², de bevolkingsdichtheid is dus 31,8 inwoners per km².
De onderstaande kaart toont de ligging van Clémensat met de belangrijkste infrastructuur en aangrenzende gemeenten.

## Demografie
Onderstaande figuur toont het verloop van het inwonertal (bron: INSEE-tellingen).

1. ↑  Populations de référence 2022.